# Reinhard Sager
Reinhard Sager (* 19. Februar 1959 in Suxdorf) ist ein deutscher Politiker (CDU). Er war von 1992 bis 2001 Mitglied des Schleswig-Holsteinischen Landtags und von 2001 bis 2023 Landrat des Kreises Ostholstein. Er war bis 2023 Vorsitzender des Schleswig-Holsteinischen Landkreistags und bis 2024 Präsident des Deutschen Landkreistags.

## Leben
Nach der Fachhochschulreife absolvierte Sager eine Ausbildung zum Bürokaufmann und war als Baulohnbuchhalter tätig. Anschließend begann Sager bei der Landesversicherungsanstalt Schleswig-Holstein und der Verwaltungsfachhochschule Altenholz eine Ausbildung als Beamter des gehobenen Dienstes, die er als Diplom-Verwaltungswirt abschloss.
Reinhard Sager trat 1978 der Jungen Union und der CDU bei. Von 1986 bis 1990 war er Vorsitzender des Kreisverbands Ostholstein und von 1986 bis 1994 Mitglied des schleswig-holsteinischen Landesvorstandes der Jungen Union. Ab 1989 war er stellvertretender Vorsitzender, ab 1995 bis 2001 Vorsitzender des CDU-Kreisverbands Ostholstein.
Erste politische Mandate übernahm er von 1982 bis 1988 als Gemeindevertreter in Grömitz und von 1990 bis 1995 als Kreistagsabgeordneter in Ostholstein. 1992 wurde er über die CDU-Landesliste in den Schleswig-Holsteinischen Landtag gewählt. 1996 errang er mit 40,9 Prozent der Stimmen ein Direktmandat im Wahlkreis Eutin-Süd. Im Jahr 2000 zog er erneut über die Landesliste in den Landtag ein. Er gehörte dem Landtag bis Juli 2001 an. Von 1992 bis 1996 war er Mitglied des Wirtschaftsausschusses und von 1996 bis 2001 Mitglied des Finanzausschusses. Für die CDU-Fraktion war Sager fremdenverkehrspolitischer, energiepolitischer sowie finanzpolitischer Sprecher. Ab 1996 war er Beisitzer im Fraktionsvorstand.
Seit Mai 2001 war Sager gewählter Landrat des Kreises Ostholstein. Im November 2006 wurde er ein zweites Mal durch Direktwahl in seinem Amt bestätigt. 2015 wurde er vom Kreistag für eine dritte Amtszeit wiedergewählt.
Für die Landtagswahl 2017 wurde Sager vom Spitzenkandidaten der CDU Schleswig-Holstein, Daniel Günther, in dessen Kompetenzteam für das Ressort Finanzen berufen.
Sager war von 2008 bis 2023 Vorsitzender des Schleswig-Holsteinischen Landkreistages. Seine Nachfolge trat Henning Görtz an. 2014 wurde er Präsident des Deutschen Landkreistages. Er ist zudem alternierender Vorsitzender des deutsch-dänischen Fehmarnbelt-Komitees.
Im September 2022 kündigte er an, zur Landratswahl im Februar 2023 nicht mehr anzutreten. Zu seinem Nachfolger wurde im Februar 2023 Timo Gaarz (CDU) gewählt, seit 2013 stellvertretender Landrat. Im Juli 2023 wurde Sager nach 22 Jahren als Landrat in den Ruhestand verabschiedet.
Als Präsident des Deutschen Landkreistages wurde Sager im September 2022 erneut gewählt, die Amtszeit endete im September 2024. Seine Nachfolge trat Achim Brötel an.
Reinhard Sager ist evangelisch, verheiratet und hat einen Sohn.